# Coleomyia crumborum
Coleomyia crumborum là một loài ruồi trong họ Asilidae. Coleomyia crumborum được Martin miêu tả năm 1953. Loài này phân bố ở vùng Tân Bắc giới.